# Alexander Onofri
Alexander Onofri, född 16 april 1965 i Stockholm, är en svensk regissör och författare, utbildad i filmregi vid Dramatiska Institutet (nuvarande StDH).  

## Biografi
Alexander Onofri började arbeta med film och TV hos regissören Lars Egler i många av hans produktioner för SVT: musikvideor, dansfilmer, direktsändningar av konserter och tv-teater. Tillsammans drev de även en filmskola i samarbete med SVT, AF och Kulturama: Lars Egler film- och TV-utbildning.
Onofri har skrivit och regisserat flera egna filmer, för SVT bland annat dokumentärfilmen Nätterna med Cathrine (1994). Spelfilmen Balladen om Marie Nord och hennes klienter (2010, medförfattare Kerstin Gezelius) har visats på filmfestivaler runt om i världen (2009–2011) och vunnit ett antal priser. 
Han har även bearbetat pjäser för teater och iscensatt uppsättningarna Undrens marknad, en lyrisk show baserad på dikter av Wisława Szymborska (1997) på Teater Tribunalen, Petra von Kants bittra tårar (1998) på Teater Plaza och Ett hav av Kaspar Hausrar (2013) av Felicia Zeller på Borås stadsteater. 
Han är verksam som manusförfattare för film och TV, och har bland annat skrivit TV-deckaren Rosor, kyssar och döden (2013, medförfattare Kerstin Gezelius) efter en roman av Maria Lang och skräckfilmen Alena (2016, medförfattare Kerstin Gezelius) efter en skräckserieroman av Kim W Andersson. 
Onofri har även skrivit libretto för en opera, Stilla min eld (2016, medförfattare Kerstin Gezelius), baserad på Tetrapak-miljardären Hans K Rausings och hans fru Eva Rausings öde med musik av Nikolai Dunger och Fredrik Högberg. Framförd av Norrbotten NEO, turnépremiär Studio Acusticum i Piteå. År 2020 romandebuterade Onofri tillsammans med sin medförfattare Kerstin Gezelius med Love (utgiven på bokförlaget Polaris 2020) som handlar om skådespelerskan Greta Garbo och filmregissören Mauritz Stillers liv under filmkonstens storhetstid i 1920-talets Hollywood.  
Onofri är även verksam som essäist för tidskriften Balder.

## Verklista

### Filmografi
- Balladen om Marie Nord och hennes klienter (2009) (novellfilm)
- Nätterna med Cathrine (1994) (långfilm/dokumentär)
- Till våra vänner (1993) (novellfilm)
- Den innersta sektorn (1992) (novellfilm)
- En tjänstemans rollspel (1991) (novellfilm)
- Vreau să fiu mafioso (1991) (kortfilm)
- Främlingar (1991) (kortfilm)
- Opinionsundersökning (1990) (kortfilm)
- Första luffen (1990) (långfilm/dokumentär)
- Möte vid havet (1987) (novellfilm)

### Manus
- Alena (2016)
- Alena (2015)
- Rosor, kyssar och döden (2013)
- Balladen om Marie Nord och hennes klienter (2008)
- Nätterna med Cathrine (1994)
- Första luffen (1990)
- Möte vid havet (1987)

### Teateruppsättningar
- Undrens Marknad	(1997) Teater Tribunalen
- Petra von Kants bittra tårar (1998) Teater Plaza
- Ett hav av Kaspar Hausrar	(2013) Borås stadsteater

### Libretto
Stilla min eld (2016) Piteå Kammaropera / Norrbottenmusiken

## Priser och utmärkelser
- Nätterna med Cathrine: Bästa TV-film, Göteborgs Filmfestival 1995
- Balladen om Marie Nord och hennes klienter: Best Film, Court métrage au Saguenay (Quebec), och Onda Curta Award (Lissabon). Best Director, Almeria en corto (Almeria).[9]